# Johanniterorden i Nederländerna
Johanniterorden i Nederländerna (nederländska: Johanniter Orde in Nederland) är en nederländsk riddarorden. Den utgör en evangelisk, självständig gren av Johanniterorden.
Johanniterorden i Nederländerna har sitt ursprung i ett kommanderi inom balliet Brandenburg, det vill säga den tyska evangeliska grenen av Johanniterorden. 1946 frigjorde sig de nederländska johanniterriddarna och bildade den självständiga Johanniterorden i Nederländerna. Orden står under beskydd av den nederländske monarken. I orden upptas numera såväl kvinnor som män.
Johanniterorden i Nederländerna är medlem i Johanniteralliansen.